# Pouteria macrocarpa
Pouteria macrocarpa är en tvåhjärtbladig växtart som först beskrevs av Carl Friedrich Philipp von Martius, och fick sitt nu gällande namn av David Nathaniel Friedrich Dietrich. Pouteria macrocarpa ingår i släktet Pouteria och familjen Sapotaceae. IUCN kategoriserar arten globalt som sårbar. Inga underarter finns listade i Catalogue of Life.